# Serinus
Serinus je rod ptáků z čeledi pěnkavovitých podčeledi Carduelinae. Jejich domovem je Afrika, Evropa a Střední východ. Z původně rozsáhlého rodu Serinus byla vyčleněna většina druhů do obnoveného rodu Crithagra poté, co se při fylogenetických výzkumech zjistilo, že původní rod Serinus je polyfyletický a tak byly vytvořeny dva monofyletické rody. Rod Serinus byl ustanoven v roce 1816 německým přírodovědcem Carlem Ludwigem Kochem. Jako typový druh byl určen zvonohlík zahradní (Serinus serinus).
V češtině se pro druhy tohoto rodu používá rodový název zvonohlík kromě druhu (Serinus canaria), který má český název kanár divoký.
| Český název                                    | Latinský název                                            | Obrázek | Domovina                           |
| ---------------------------------------------- | --------------------------------------------------------- | ------- | ---------------------------------- |
| zvonohlík alario syn. (zvonohlík astrildovitý) | Serinus alario (Linnaeus, 1758)                           |         | Lesotho, Namibie a jižní Afrika    |
| zvonohlík černohlavý                           | Serinus nigriceps Rüppell, 1840                           |         | Etiopie                            |
| zvonohlík královský                            | Serinus pusillus (Pallas, 1811)                           |         | Turecko a Írán                     |
| zvonohlík levantský syn. (zvonohlík syrský)    | Serinus syriacus Bonaparte, 1850 syn. (Serinus aurifrons) |         | Sýrie, Libanon, Izrael a Jordánsko |
| zvonohlík šedokrký syn. (zvonohlík žlutý)      | Serinus canicollis (Swainson, 1838)                       |         | jih Afriky                         |
| zvonohlík zahradní                             | Serinus serinus (Linnaeus, 1766) syn. (hortulanus)        |         |                                    |
|                                                | Serinus flavivertex (Blanford, 1869)                      |         | východní Afrika                    |
| kanár divoký                                   | Serinus canaria (Linnaeus, 1758)                          |         | Kanárské ostrovy, Azory a Madeira  |